# خط إم4 السريع

شعار الإم4

خط إم4 السريع هو خط سريع في بريطانيا العظمى يربط لندن مع ويلز. هو جزء من الطريق الأوروبي إي30 الغير موقّع. المناطق الأخرى التي يمكن الاتصال بها مباشرة من الإم4 هي ريدينك، سويندن، بريستول، نيوبورت، كاردف، وسوانزي.

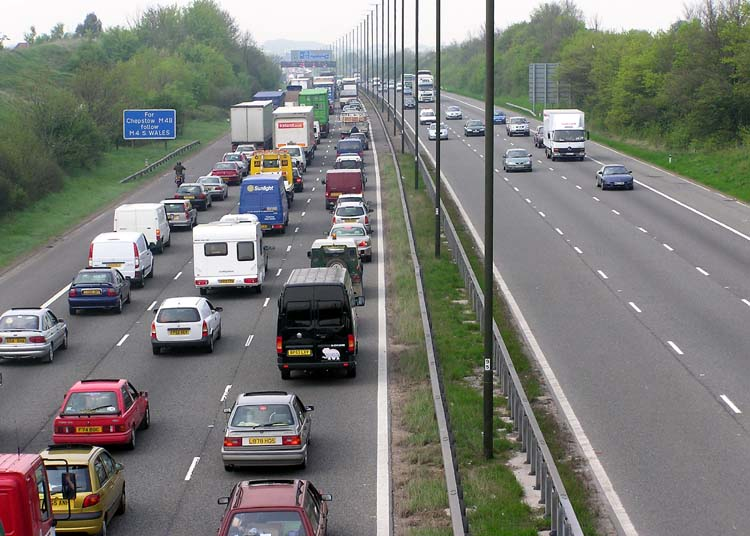
إم4 قرب بريستول بين مفصل 19 و20 بإتجاه الغرب نحو ويلز